# Юкарчой
Юкарчой (чечен. Юкерчу-Гонха) — село в Веденском районе Чеченской Республики. Входит в состав Тазен-Калинского сельского поселения.

## География
Село расположено в 22 км к северо-востоку от районного центра Ведено.
Ближайшие населённые пункты: на севере — хутор Кошка-Аре, на северо-востоке — хутор Барзе, на северо-западе — село Эрсеной, на юге — хутор Джани-Ведено, на юго-востоке — село Белгатой, на юго-западе — село Тазен-Кала.

## История
В 1883 году Юкарчой входил в состав 1-го участка Веденского округа Терской области. В селении проживало 127 человек в 20 дворах.

## Население
| 1990 | 2002 | 2010 |
| ---- | ---- | ---- |
| 172  | ↘0   | →0   |